# سارة جيبسون همفريز
سارة جيبسون همفريز (بالإنجليزية: Sarah Gibson Humphreys)‏ هي سفرجات وكاتِبة أمريكية، ولدت في 17 مايو 1830 في لويزيانا في الولايات المتحدة، وتوفيت في 1907.